# Lissoteles capronae
Lissoteles capronae är en tvåvingeart som beskrevs av Martin 1961. Lissoteles capronae ingår i släktet Lissoteles och familjen rovflugor.
Artens utbredningsområde är Honduras. Inga underarter finns listade i Catalogue of Life.